# Александер Тодд
Александер Робертус Тодд (англ. Alexander Robertus Todd, Baron Todd; 2 жовтня 1907, Глазго — 10 січня 1997) — шотландський хімік-органік, член Лондонського королівського товариства (1942).

## Біографія
Після закінчення (1931) університету під Франкфурті-на-Майні працював в ряді навчальних закладів і наукових установ; в 1938—1944 директор хімічної лабораторій Манчестерського університету; професор органічної хімії Кембріджського університету (З 1944). У 1952—1964 голова урядового Консультативної ради з наукової політики. Президент Хімічного товариства Великої Британії (1960—1962). Президент Лондонського королівського суспільства в 1975—1980 рр..

## Основні роботи
Основні роботи — з хімії нуклеотидів і нуклеїнових кислот — покладені в основу сучасних уявлень про структуру і методи синтезу цього типу хімічних сполук. Тодд виконав також інші дослідження, в тому числі по синтетичної органічної хімії, хімії природних сполук, структуру і синтезу вітаміну B12.

## Нагороди
Тодд був удостоєний великої кількості нагород. Серед них: медаль Лавуазьє Французького хімічного товариства (1948), медаль Деві (1949) і Королівська медаль (1955) Лондонського королівського товариства, медаль Лонгстафф Британського хімічного товариства (1963), медаль Коплі Лондонського королівського товариства (1970) і золота медаль імені Ломоносова Академії наук СРСР (1979). З 1950 по 1973 роки вчений був розпорядником Фонду Наффилда, який фінансує наукові дослідження у Великій Британії, 1952 року призначений головою урядового Консультативної ради Великої Британії з наукової політики, а з 1975 по 1980 р. був президентом Лондонського королівського суспільства. Тодд був членом багатьох інших професійних товариств, володар почесних ступенів університетів Дарема, Лондона, Глазго, Воріка, Києва, Парижа, Мічигану і Страсбурга, а також Гарварда, Тафтса, Оксфорда і Кембриджа.

## Нобелівська премія
Нобелівська премія з хімії (1957) за дослідження нуклеотидів та нуклеїнових кислот.